# کانن ای‌ایی-۱
کانن ای‌ایی-۱ (به انگلیسی: Canon AE-1) یک دوربین عکاسی آنالوگ ۳۵ میلی‌متری ساخت شرکت کانن است. این دوربین توسط کانن از آوریل ۱۹۷۶ تا ۱۹۸۴ در ژاپن تولید می‌شد. این دوربین که اولین دوربین آنالوگ دارای ریزپردازنده بود، با فروش بیش از ۵/۷ میلیون واحد در کل دنیا، جزو پرفروش‌ترین دوربین‌های تولیدشده به‌شمار می‌آید. بیشتر دوربین‌های ای‌ایی-۱ مشکی و تعداد کمتری از آنها، نقره‌ای هستند.